# Проблеми тисячоліття
Проблеми тисячоліття (також Задачі тисячоліття; англ. Millennium Prize Problems) — це сім математичних проблем, визначених Математичним інститутом Клея 2000 року, охарактеризовані як «важливі класичні задачі, розв'язання яких не знайдено впродовж багатьох років». За розв'язання кожної з цих проблем інститутом Клея запропоновано приз у розмірі 1 000 000 доларів США. Анонсуючи приз, інститут Клея провів паралель із проблемами Гільберта, які було визначено 1900 року та які спричинили істотний вплив на математику XX століття.
1900 року на Міжнародному математичному конгресі в Парижі Давид Гільберт оголосив 23 математичні проблеми, які, на його думку, слід було б розв'язати в ХХ столітті. На сьогодні 21 проблему з цього списку вже розв'язано, і тільки частина 8-ї проблеми — гіпотеза Рімана — ввійшла до переліку Проблем тисячоліття.
Наприкінці XX століття математики намагалися сформулювати подібні стратегічні завдання на наступне, XXI століття. Так, у травні 2000 року експерти Математичного інституту Клея (Кембридж, Массачусетс, США) відібрали сім найважливіших проблем сучасної математики. Кількість проблем у переліку (сім) було обрано виходячи з того, що засновник інституту, бостонський мільйонер Клей, виділив на премії сім мільйонів доларів — по мільйону за вирішення кожної проблеми.

### Рівність класів P і NP
Питання полягає в тому, чи для всіх задач, для яких комп'ютер може швидко перевірити заданий алгоритм (тобто, протягом поліноміального часу), він також може швидко знайти цей розв'язок. Проблема рівності класів складності P і NP є однією з найважливіших проблем теорії алгоритмів і має багато далекосяжних наслідків у математиці, філософії й криптографії (див. Наслідки рівності класів P і NP).
Офіційна постановка задачі належить Стівену Куку.

### Гіпотеза Годжа
Важлива проблема алгебричної геометрії. Гіпотеза описує класи когомологій на комплексних проективних многовидах, реалізовані алгебраїчними підмноговидами.

### Гіпотеза Пуанкаре (доведена)
Вважається найвідомішою проблемою топології. Неформально кажучи, вона стверджує, що всякий «тривимірний об'єкт», що має деякі властивості тривимірної сфери (зокрема, кожна петля всередині нього стягується), має бути сферою з точністю до деформації. 2002 року російський математик Григорій Перельман опублікував працю, з якої випливає справедливість гіпотези Пуанкаре.

### Гіпотеза Рімана
Гіпотеза стверджує, що всі нетривіальні нулі дзета-функції Рімана мають дійсну частину 1/2. Її доведення або спростування буде мати далекосяжні наслідки для теорії чисел, особливо в частині розподілу простих чисел. Гіпотеза Рімана була частиною восьмої проблеми Гільберта.

### Теорія Янга— Мілса
Задача походить із галузі фізики елементарних частинок. Потрібно довести, що для будь-якої простої компактної каліброваної групи G квантова теорія Янга — Мілса для простору R4 існує й має ненульовий дефект маси. Це твердження відповідає експериментальним даним і чисельному моделюванню, однак довести його дотепер не вдалося.

### Рівняння Нав'є— Стокса
Рівняння Нав'є — Стокса — це система рівнянь, що описують рух в'язкої рідини, одна з найважливіших задач гідродинаміки. Незважаючи на важливість задачі, існування гладких розв'язків зі скінченною кінетичною енергією математично не доведено.

### Гіпотеза Берча і Свіннертона-Даєра
Гіпотеза пов'язана з рівняннями еліптичних кривих і множиною їхніх раціональних розв'язків.